# Napoléon et Samantha
Pour les articles homonymes, voir Napoléon (homonymie).
Pour plus de détails, voir Fiche technique et Distribution.
Napoléon et Samantha (Napoleon and Samantha) est un film américain de Bernard McEveety sorti en 1972.

## Synopsis
Un jeune garçon de 11 ans, Napoléon Wilson vit avec son grand-père et, lorsqu'un vieux clown leur propose un lion nommé Major, car il ne peut pas l'emmener avec lui en Europe, ils l'achètent. Comme le vieux lion n'a plus de dents et boit seulement du lait, ils le mettent dans le poulailler. Le grand-père de Napoléon meurt de vieillesse peu de temps après et un étudiant jeune diplômé nommé Danny assiste Napoléon lors de l'enterrement. Incertain de son avenir, Napoléon s'enfuit avec le lion, un coq et son amie Samantha pour rejoindre Danny, devenu gardien de chèvres dans la montagne. Il espère ainsi éviter d'être placé dans un orphelinat.
Sur le chemin, les deux enfants côtoient plusieurs menaces : par exemple lorsque Napoléon chute d'une falaise, Major le sort en tirant à une corde ou quand Major refuse de traverser un ruisseau en raison de sa peur de l'eau. Le coq est poursuivi par un couguar mais devient ensuite la proie de Major et se réfugie dans un arbre. Napoléon est poursuivi par un ours en colère alors qu'il cherchait du bois. Il rejoint Samantha qui se repose sur le lion endormi. Samantha et Napoléon n'arrivent pas à le réveiller mais le rugissement de l'ours y parvient. Un combat s'engage entre les deux fauves et le lion en sort vainqueur.
Les deux enfants arrivent enfin à la cabane de Danny qui les accueille mais il tente de convaincre Napoléon que l'orphelinat n'est pas si mauvais. Danny décide de repartir à la ville pour avertir la famille de Samantha et laisse les enfants en compagnie d'un homme récemment rencontré. Arrivé en ville, Danny est arrêté pour kidnapping et, une fois au commissariat, il découvre un avis de recherche pour son nouvel ami. Voyant la photo de ce dangereux psychopathe, Danny décide de s'échapper pour sauver les enfants, volant une moto. Il est poursuivi par la police tout au long du chemin le menant à sa cabane et les policiers arrêtent finalement l'homme recherché. Une fois le climat apaisé, Napoléon décide à nouveau de s'enfuir, espérant rejoindre les Indiens, mais Danny l'intercepte. Danny explique que les Indiens ne vivent plus vraiment dans la nature sauvage et qu'il doit prendre soin de Major et de Samantha. Danny propose que le lion reste dans la montagne et Napoléon chez lui pour s'en occuper. Napoléon accepte et ils rentrent tous deux à la cabane.

## Fiche technique
- Titre : Napoléon et Samantha
- Titre original : Napoleon and Samantha
- Réalisation : Bernard McEveety assisté de Ted Schilz
- Scénario : Stewart Raffill
- Photographie : Monroe P. Askins
- Montage : Robert Stafford
- Direction artistique : John B. Mansbridge, Walter M. Simonds (en)
- Animation générique : Jack Boyd
- Décors : Emile Kuri
- Costumes : Chuck Keehne, Emily Sundby
- Maquillage : Robert J. Schiffer
- Dressage : Joseph Raffill
- Technicien du son : Herb Taylor (superviseur), Andrew Gilmore (mixeur)
- Musique : Buddy Baker
  - Orchestration : Walter Sheets
  - Montage : Evelyn Kennedy
- Producteur : Winston Hibler, Tom Leetch (associé), Stewart Raffill (associé)
- Société de production : Walt Disney Productions
- Distribution : Buena Vista Distribution
- Langue : anglais
- Durée : 92 minutes
- Dates de sortie :
  - États-Unis : 5 juillet 1972

Sauf mention contraire, les informations proviennent des sources suivantes : Leonard Maltin, Mark Arnold, IMDb

## Distribution
- Michael Douglas (VQ : Guy Nadon) : Danny
- Will Geer (VQ : Ulric Guttinger) : le grand-père
- Arch Johnson (VQ : Aubert Pallascio) : le chef de police
- Henry Jones (VQ : Serge Turgeon) : M. Gutteridge
- Johnny Whitaker (VQ : Flora Balzano) : Napoleon Wilson
- Jodie Foster (VQ : Ève Gagnier) : Samantha
- Vito Scotti (VQ : Jean Fontaine) : le clown
- John Lupton : Pete
- John Crawford : le sergent au poste de police

Source : Leonard Maltin, Dave Smith, Mark Arnold et IMDb

## Sorties cinéma
Sauf mention contraire, les informations suivantes sont issues de l'Internet Movie Database.
- États-Unis : 5 juillet 1972
- Royaume-Uni : 13 août 1972
- Finlande : 23 mars 1973
- Argentine : 1er juin 1978

## Origine et production
Les Aventures de Pot-au-Feu (1972) et Napoléon et Samantha ont été produits juste après la prestation du jeune acteur Johnny Whitaker dans la série télévisée Cher oncle Bill (1966-1971), alors très demandé et à la chevelure folle.
Le film est souvent mentionné comme le premier rôle de l'actrice Jodie Foster mais c'est faux car elle a joué dans le téléfilm Menace on the Mountain (es) (1970) de Disney et aussi dans les séries The Paul Lynde Show et The Partridge Family. Napoléon et Samantha reste le premier film sorti au cinéma pour l'actrice,. L'acteur Michael Douglas, fils de Kirk Douglas, fait ses débuts juste avant la série Les Rues de San Francisco tandis que Will Geer et Ellen Corby forme un couple avant de jouer dans la série La Famille des collines.
Le lion du film est en réalité Major Leo McTavish, un lion dressé et utilisé depuis plusieurs années par les studios de cinéma américains. Il est apparu dans plusieurs productions sur Tarzan dont les trois films avec en vedette Mike Henry (entre 1966 et 1968) et la série télévisée Tarzan (1966-1968) avec Ron Ely mais est depuis 1957 le logo de la Metro-Goldwyn-Mayer,.
Le tournage a été réalisé par Winston Hibler dans les Strawberry Mountains, une partie des Montagnes bleues dans l'Oregon. Des scènes ont été tournées dans les villes de John Day et Canyon City
Lors du tournage Jodie Foster a été blessée par un lion de remplacement nommé Zambo utilisé pour le film, et conserve des cicatrice dans le dos et sur le ventre : « Je marchais devant lui et il était tenu par une laisse invisible comme une corde piano. Il s'est énervé car j'étais trop lente pour lui et m'a attrapée, m'a fait tomber puis secouée comme une poupée. J'étais sous le choc et pensais que c'était un tremblement de terre. Je me suis retournée et j'ai vu que l'équipe tout entière courait dans la direction opposée. Le dresseur a alors dit « Lâche » et l'animal a ouvert sa gueule et m'a laissée tomber. » Cet incident lui a laissé une peur perpétuelle des félins. Elle évoque cet accident dans le commentaire audio du DVD d'Un vendredi dingue, dingue, dingue (1977).

## Sortie et accueil
Le film a été diffusé dans l'émission The Wonderful World of Disney le 2 novembre 1975 sur NBC puis en 1981. Des extraits du film ont été utilisés dans Death: How Can You Live with It? (1976), un court-métrage éducatif de Walt Disney Pictures de la série Questions! / Answers?, dans lequel un garçon apprend à accepter la mort de son grand-père. Le film a été édité en vidéo en 1986.

## Analyse
Pour Mark Arnold, le film est bon mais absurde car les notions de sérieux et folie sont échangées dans le film et l'ensemble sonne faux et très étrange. Le fait de prendre en charge le lion d'un clown retraité ou de fuir à la vue de l'avis de recherche sont un peu folles.